# 江沢譲爾
江沢譲爾（江澤譲爾、えざわ じょうじ、1907年5月20日 - 1975年1月23日）は、日本の地理学者。専門は経済地理学。学位は、経済学博士（一橋大学・論文博士・1955年）。経済地理学会初代会長。江澤譲爾とも表記される。

## 略歴
- 東京市芝区（現東京都港区）生まれ。
- 1924年府立一中（現東京都立日比谷高等学校）卒業
- 1927年東京商科大学予科卒業
- 1930年東京商科大学（現一橋大学）卒業
- 1955年一橋大学より経済学博士の学位を取得[2]。
- 1941年東京商科大学予科教授。
- 戦後、教育職員適格審査委員会により金子鷹之助、米谷隆三、常盤敏太とともに免職（公職追放）される。
- 1948年財団法人運輸調査局資料課長
- 1949年同主任調査役
- 1951年神奈川大学法経学部教授
- 1955年専修大学社会科学研究所教授
- 1968年定年するも、嘱託教授として雇用[3][4]。
- 1969年経済地理学会初代会長。専修大学社会科学研究所長[5]。
- 1975年専修大学に在職のまま逝去。勲三等瑞宝章受章[6][7]

## 著書
- 『経済立地学 その論理的構成』河出書房 1935
- 『独逸思想史研究』主張社 1936
- 『経済地理学の基礎理論 自然・技術・経済』南郊社 1938
- 『黄河流域に於ける農業形態の経済地理的考案 北支経済空間の分析』日本文化中央聯盟 1939
- 『ハウスホーフアーの太平洋地政学』日本放送出版協会 ラジオ新書 1941
- 『経済地理』研究社学生文庫 1942
- 『国土計画の基礎理論』日本評論社 経済全書 1942
- 『地政学研究』日本評論社 1942
- 『国土の精神』新潮社 新潮叢書 1943
- 『地政学概論』日本評論社 政治全書 1943
- 『地理 その基本問題』育英書院 文化科学選書 1943
- 『南方地政論』千倉書房 南方経済大系 1943
- 『アメリカ資源論』千倉書房 1948
- 『経済立地論 立地構造の純粋経済学的研究』学精社 1952
- 『工業集積論 立地論の中心問題』時潮社 1954
- 『立地論序説』時潮社 1955
- 『産業立地論と地域分析』時潮社 1962
- 『近代経済学の大系』おおとり社 1966
- 『経済立地論の体系』時潮社 1967
- 『近代経済学の論理』日本評論社 1971

### 共編著
- 『国防地政論』国松久彌,佐藤弘共著 巌松堂 国防経済学大系 1944
- 『経済立地論概説』伊藤久秋共編 時潮社 1959
- 『経済立地論の新展開』高橋潤二郎,西岡久雄共著 勁草書房 地域経済学体系 1973

### 翻訳
- デイルタイ『文芸復興と宗教改革』春陽堂 1931
- フリードリッヒ・シュレーゲル『ルチンデ』春陽堂 世界名作文庫 1934
- ヴインデルバント『哲学とは何ぞや 哲学の概念と歴史とに就て』吹田順助共訳註 芸文書院 独逸語訳註全書 1937
- アルフレート・ヴエーバー『工業分布論』改造文庫 1938
- ヴァルター・クリスタラー『都市の立地と発展』大明堂 1969

### 記念論集
- 『経済立地の理論と計画 伊藤久秋教授古稀江沢譲爾教授還暦記念論文集』青木外志夫, 西岡久雄編 時潮社 1967

## 論文
- 江沢譲爾1907-1975『工業集積論 : 立地論の中心問題』 一橋大学〈経済学博士 報告番号不明〉、1955年。 NAID 500000494899。